# Amorphopus testudo
Amorphopus testudo är en insektsart som beskrevs av Henri Saussure 1861. Amorphopus testudo ingår i släktet Amorphopus och familjen torngräshoppor. Inga underarter finns listade i Catalogue of Life.